# Tshimoyapula
Tshimoyapula è un villaggio del Botswana situato nel distretto Centrale, sottodistretto di Serowe Palapye. Il villaggio, secondo il censimento del 2011, conta 1.626 abitanti.

## Località
Nel territorio del villaggio sono presenti le seguenti 25 località:
- Bibiri di 10 abitanti,
- Bojakhudu di 6 abitanti,
- Bojanamane di 1 abitante,
- Bonwanonyane di 4 abitanti,
- Borotelatshwene di 6 abitanti,
- Ditootso di 27 abitanti,
- Jaja di 9 abitanti,
- Lechana di 4 abitanti,
- Leropa di 12 abitanti,
- Mamohibedu di 3 abitanti,
- Mapena,
- Maphanephane di 4 abitanti,
- Mmatshadidi di 18 abitanti,
- Mokoba-waga-Shadi di 12 abitanti,
- Molodi di 11 abitanti,
- Monganaesi di 5 abitanti,
- Mosetha,
- Nakalakgama di 13 abitanti,
- Rasetokwane di 27 abitanti,
- Serowenyana di 9 abitanti,
- Sese di 5 abitanti,
- Titilejwana di 5 abitanti,
- Topinya di 7 abitanti,
- Tsimachoko di 6 abitanti,
- Tsitsilejwe